# Synagoga im. Salomona Nusena w Łodzi
Synagoga im. Salomona Nusena w Łodzi – prywatny dom modlitwy znajdujący się w Łodzi, przy ulicy Cegielnianej 6.
Synagoga została zbudowana w 1935 roku z inicjatywy Szlomego Bajs-Monata. Obok znajdowała się również sala do studiowania Talmudu Podczas II wojny światowej hitlerowcy zdewastowali synagogę.